# فرماندهی نیروهای سپاه تفنگداران دریایی ایالات متحده آمریکا
فرماندهی نیروهای سپاه تفنگداران دریایی ایالات متحده آمریکا (انگلیسی: United States Marine Corps Forces Command) سازمان زیرمجموعه سپاه تفنگداران دریایی ایالات متحده آمریکا است، که فرماندهی و کنترل نیروهای عملیاتی در حال خدمت را بر عهده دارد و تأمین نیرو و هماهنگ‌سازی را برای تأثیرگذاری بر اقدامات تولید نیرو در تأمین نیروهای مشترک و تفنگداران دریایی انجام می‌دهد و برنامه‌ریزی استقرار و اجرای نیروهای عملیاتی در حال خدمت را در پشتیبانی از فرماندهان رزمی و الزامات خدماتی هدایت می‌کند. ستاد فرماندهی نیروهای سپاه تفنگداران دریایی در نورفک، ویرجینیا قرار دارد.
فرماندهی نیروهای سپاه تفنگداران دریایی همچنین به‌عنوان فرمانده نیروی تفنگداران ناوگان اقیانوس اطلس نیز فعالیت می‌کند و نیروهای تفنگداران دریایی سوار بر کشتی را فرماندهی می‌کند، فعالیت‌های عملیاتی بین تفنگداران دریایی و نیروی دریایی را هماهنگ می‌کند و به فرماندهی نیروهای ناوگان ایالات متحده آمریکا در مورد پشتیبانی از نیروهای تفنگداران دریایی که به کشتی‌ها، پایگاه‌ها و تأسیسات دریایی اختصاص داده شده‌اند، مشاوره می‌دهد. این سازمان همچنین تفنگداران دریایی فرماندهی شمالی ایالات متحده آمریکا را تأمین می‌کند.